# Jardine SA
Jardine SA (celým názvem: Jardine Sports Association; čínsky znaky tradiční 怡和) byl hongkongský fotbalový klub, který sídlil ve stejnojmenné britské kolonii. 
Založen byl v roce 1951. Jednalo se o vítěze hongkongské nejvyšší fotbalové soutěže z ročníku 1969/70. Mezi další úspěchy patřilo vítězství v nejstarší klubové soutěži na asijském kontinentě – Hong Kong Senior Challenge Shield v ročníku 1968/69. V roce 1971 klub odstoupil z nejvyšší soutěže. Sportovní organizace odstoupila z hongkongských fotbalových soutěží v roce 1982.

## Získané trofeje
- Hong Kong First Division League / Premier League ( 1× )
  - 1969/70
- Hong Kong Senior Challenge Shield ( 1× )
  - 1968/69

## Umístění v jednotlivých sezonách
Stručný přehled
Zdroj: 
- 1953–1954: Hong Kong Third Division League
- 1956–1957: Hong Kong Second Division League
- 1957–1958: Hong Kong First Division League
- 1961–1962: Hong Kong Third Division League
- 1967–1968: Hong Kong Second Division League
- 1968–1971: Hong Kong First Division League

Jednotlivé ročníky
Zdroj: 
Legenda: Z - zápasy, V - výhry, R - remízy, P - porážky, VG - vstřelené góly, OG - obdržené góly, +/- - rozdíl skóre, B - body, červené podbarvení - sestup, zelené podbarvení - postup, fialové podbarvení - reorganizace, změna skupiny či soutěže
| Britský Hongkong (1953 – 1971) |                                  |        |     |     |     |     |     |     |     |     |        |
| Sezóny                         | Liga                             | Úroveň | Z   | V   | R   | P   | VG  | OG  | +/- | B   | Pozice |
| 1953/54                        | Hong Kong Third Division League  | 3      | ... | ... | ... | ... | ... | ... | ... | ... |        |
| ...                            |                                  |        |     |     |     |     |     |     |     |     |        |
| 1956/57                        | Hong Kong Second Division League | 2      | ... | ... | ... | ... | ... | ... | ... | ... |        |
| 1957/58                        | Hong Kong First Division League  | 1      | 24  | 6   | 4   | 14  | 47  | 70  | -23 | 16  | 11.    |
| ...                            |                                  |        |     |     |     |     |     |     |     |     |        |
| 1961/62                        | Hong Kong Third Division League  | 3      | 28  | 23  | 1   | 4   | 101 | 27  | +74 | 47  | 3.     |
| ...                            |                                  |        |     |     |     |     |     |     |     |     |        |
| 1967/68                        | Hong Kong Second Division League | 2      | ... | ... | ... | ... | ... | ... | ... | ... |        |
| 1968/69                        | Hong Kong First Division League  | 1      | 22  | 13  | 6   | 3   | 51  | 23  | +28 | 32  | 3.     |
| 1969/70                        | Hong Kong First Division League  | 1      | 22  | 15  | 5   | 2   | 70  | 26  | +44 | 35  | 1.     |
| 1970/71                        | Hong Kong First Division League  | 1      | 26  | 16  | 5   | 5   | 57  | 25  | +32 | 37  | 2.     |